# Casten Lychou
Casten Lychou, född 9 juli 1791, död 8 april 1857, var en svensk brukspatron.
Lychou var kamrer vid Stockholms borgerskaps bemedlingskommission samt delägare i Sandö glasbruk. Han var som amatörsångare medlem av Par Bricole, Harmoniska Sällskapet samt av Löfholmens teatersällskap. Lychou invaldes som ledamot nummer 296 i Kungliga Musikaliska Akademien den 27 maj 1841.